# أشلي بايز
أشلي بايز (بالإنجليزية: Ashley Buys)‏ هو لاعب اتحاد الرغبي جنوب أفريقي، ولد في 1 يونيو 1979 في جورج في جنوب أفريقيا.

## وصلات خارجية
- أشلي بايز على موقع ItsRugby.co.uk (الإنجليزية)